# Стійкий принц
«Стійкий принц» (ісп. El Principe constante) — п'єса іспанського драматурга Педро Кальдерона де ла Барки, написана в 1628—1629 роках. Вільно основана на житті Фернанду Блаженного. Головний персонаж добровільно прирікає себе на неволю, втрату привілеїв, а під кінець і на смерть в ім'я віри, з якою себе ідентифікує.

## Підґрунтя
Сюжет пов'язаний з фактами, що стосуються історії Португалії. Після того, як 1415 року Португальське королівство завоювало Сеуту в мусульман, два принци, Енріке і його молодший брат Фернанду, у 1437 році здійснили штурм марокканського міста Танжер, де їх перемогли й ув'язнили. Твір зосереджує свою увагу на полоні Фернанду у 1437—1443 роках в Танжері, Фезі та навколишніх місцевостях, а також на використанні Фернанду як заручника мусульманським королем, який у такий спосіб домагався передачі йому Сеути. Педро Кальдерон переробив раніше виданий твір, який приписувався Лопе де Вега, «Невдачлива доля інфанта Фернанду де Португалія», написаний, ймовірно, між 1595—1598 роками драматургом з Валенсії Франсіско Агустіном Таррегою (1556—1602).

## Сюжет
Твір розповідає справжню історію Фернанду Португальського, інфанта, який в ім'я португальської корони у XV столітті здійснив кампанію на марокканську територію. Під час битви проти військ короля Фесу, солдати Фернанду беруть у полон воїна Мулей Хасана, якого таємно кохає Фенікс, дочка монарха. Португалець, зворушений почуттям милосердя, звільняє Мулея. Зрештою сам Фернанду потрапляє у полон марокканського короля, який намагається обміняти його на місто Сеута, що перебуває в руках португальців. Попри те, що в Лісабоні приймають пропозицію, Фернанду відмовляється від угоди, оскільки це означало б втрату душ для справжньої віри. Зрештою, він помирає у полоні, страждаючи від голоду, піддаючись катуванням та всіляким іншим нещастям. Попри остаточну перемогу португальських військ, Фернанду перетворюється на мученика.

## Теми
Твір є драмою про свободу волі людини, яка перебуває на роздоріжжі між етичними вимогами та доктриною збавіння. Головний герой свідомо засуджує себе на неволю, позбавлення привілеїв і, нарешті, смерть в ім'я християнської віри, з якою його ідентифікують. Це відображає неостоїциську концепцію християнства. Сюжет є двошаровим: зовнішнім і внутрішнім з боку головного персонажа, який бореться з великими екзистенційними сумнівами.

## Адаптації
Як зауважив історик Марселіно Менендес Пелайо, у XVIII столітті постановка цього твору була заборонена в Іспанії.
На початку XIX століття твір привернув увагу німецького письменника Йоганна Вольфганга фон Гете, який 1810 року вирішив поставити його на театральній сцені міста Веймар.
У XX столітті особливе визнання здобула постановка, яку 1968 року здійснив польський режисер-сценограф Єжи Гротовський у Вроцлаві на основі інтерпретації Ришарда Чесьляка.
1982 року Марк Нестантинер поставив на сцені Київського молодіжного театру п'єсу «Стійкий принц», вшановуючи 300-річчя з дня смерті видатного драматурга.
Серед численних постановок п'єси на батьківщині автора, особливо варто відзначити постановку Альберто Гонсалеса Вергеля для Фестивалю Мериди 1988 року, в адаптації Хосе Марії Родрігеса Мендеса та сценічним дизайном Хосе Ернандеса. Серед акторського складу постановки були: Педро Марі Санчес, Карлос Балестерос, Кармен де ла Маза, Карлос Менді, Хосе Антоніо Феррер, Фернандо де Хуан. Телекомпанія ТВЕ показала запис цієї постановки 9 лютого 1991 року в програмі «Останній сеанс театру».
1990 року цю ж постановку поставлено на сцені Театру Еспаньйоль у Мадриді, хоча з іншим акторським складом. На афіші згадувалися: Хуан Карлос Найа, Марія Кости, Андрес Резіно, Карлос Менді, Хуан Хосе Артеро, Анхелес Мартін, Дієго Карвахал.
2021 року Національна Компанія Класичного Театру презентувала п'єсу на сцені Театру комедії в Мадриді. Режисерську та головну роль взяв на себе Луїс Омар.

## Переклад українською
- Педро Кальдерон. Стійкий принц. Дама-примара. — Х. : Фоліо, 2013. — 256 с. — ISBN 978-966-03-6480-6.